# Gary Go
Gary Baker conocido como Gary Go es un cantante, compositor y productor británico.
Su álbum debut Gary Go (subtitulado Of Youth / Of Beauty) fue lanzado en mayo del 2009 y alcanzó el número 22 en el UK Albums Chart, sobresaliendo la canción "Wonderful". Gary Go ha presentado su shows en el Reino Unido, Europa, EE. UU. y Australia, incluidos los viajes con Take That, Mika y Lady GaGa. Gary Go pasó a colaborar con el pionero de la música electro y ganador del Premio Grammy, el DJ italiano Benny Benassi. Gary escribió e interpretó varias canciones en su álbum de Electroman. La colaboración dio origen al éxito Cinema, de gran repercusión en los Estados Unidos y en las listas del Reino Unido y llevó a la remezcla ganadora del Grammy del productor de dubstep, Skrillex. Kanye West se refirió al remix como "una de las mayores obras de arte jamás realizada". Su último disco en solitario, es una banda sonora titulada “Now was once the future”, que narra el final de una relación.

## Biografía
Gary Go nació en Londres, aunque creció al lado del estadio de Wembley, no le gusta el fútbol, aunque alguna influencia le queda de los conciertos que allí se dieron.
Con 8 años escribió su primera canción, Stomach Ground.
A los 17 deja la escuela para trabajar en una discográfica por muy poca paga. Se encargaba de hacer te y de pequeños aspectos técnicos, como configurar los micrófonos.
Después trabajó en varios estudio, un periodo que aprovechó para aprender todo lo que pudo.
Gary Go llamó la atención por primera vez en 2007, cuando su EP debut "So So" fue recogido por un productor de Nueva Jersey, EE. UU., con el cual trabajó en su segundo EP "The Diary of Rodney Harvey", inspirada en la trágica caída del actor prometedor. 
Posteriormente, creó su propio sello The Canvas Room, donde empezó a grabar y a escribir su álbum debut So So. 
El álbum fue grabado en Londres, Praga y Nueva York. Posteriormente, el álbum fue detenido y puesto en libertad por Decca Records y Gary pasaría un año actuando y haciendo giras para su promoción. Comenzó a tener atención nacional en el Reino Unido en 2009, cuando se anunció que sería el cantante que abriría el concierto a la banda Take That, que lo vio actuar en veinte conciertos en estadios del Reino Unido, cuatro de ellas en el estadio de Wembley. Giras con Lady GaGa y Mika seguido, así como su primera gira promocional de los EE. UU., donde la canción Wonderful de su álbum debut, alcanzó el puesto 3 en iTunes. Su primer sencillo "Wonderful" fue votado como "Mejor Canción Pop del 2009", en iTunes EE. UU. "Wonderful" llamó la atención del productor ganador del Grammy Benny Benassi que produjo un remix y le preguntó a Gary Go si deseaba colaborar en su próximo disco. El resultado fue el hit "Cinema", que aparece en el álbum del 2011, "Electroman" de Benassi. La pista, que fue lanzado por Ultra Records, fue escrito por Gary Go y cuenta con su voz. "Cinema" se elevó rápidamente y apareció en el no. 1 en el Billboard Dance Airplay Chart y no. 1 en el UK Dance Singles. Pasó a ser un Top 20 en el UK Singles Chart y se le otorgaría el disco de oro y Platino en los EE. UU., Canadá, Australia y Nueva Zelanda. También fue incluida en la banda sonora del exitoso videojuego "Need for Speed:. Hot Pursu".

## Redes Sociales
Gary Go ha ganado publicidad para su uso no convencional de Twitter, y el iPhone para escribir canciones. "The Heart Balloon" fue concebido en el iPhone después de subir una imagen de un globo en forma de corazón enredado con un árbol, pidió a sus amigos de Twitter que le enviar sugerencias de versos para la creación de la canción. La pista fue entregada como una descarga gratuita para recaudar fondos y conciencia para la British Heart Foundation, con todas las ganancias destinadas a la caridad. En diciembre de 2011, Gary lanzó su debut literario "My First Twook" una colección ilustrada de las reflexiones de su cuenta de Twitter. Varias copias de edición limitada del libro fueron dados como un regalo a los artista en los premios MTV EMA en 2011.
Gary Go también hizo actuaciones especiales en Apple Inc en tiendas de Londres y Nueva York, interpretando canciones de su álbum. Es también conocido por sus covers de canciones populares en Youtube como "Dreams" de TV on the Radio, y "The (After) Life of the Party" de Fall Out Boy.

## Discografía

### Álbumes de estudio
| Título  | Datos del álbum                                                                                            | Mejor posición en listas | Mejor posición en listas | Mejor posición en listas | Mejor posición en listas |
| Título  | Datos del álbum                                                                                            | UK                       | ITA                      | SUI                      | EE. UU.                  |
| ------- | --- | ------------------------ | ------------------------ | ------------------------ | ------------------------ |
| Gary Go | - Lanzamiento: 26 de mayo de 2009 - Discográfica: Polydor (Reino Unido/Europa) Decca/Canvas Room (EE. UU.) | 22                       | 81                       | 73                       | 153                      |

### Sencillos
- 2009: Open Arms
- 2009: Wonderful
- 2009: Engines
- 2015: Crying Sound

### EP y Lanzamientos exclusivos
- 2012: Now Was Once the Future (banda sonora)
- 2009: The Heart Balloon (descarga gratuita por BHF)
- 2009: Napster Live Sessions (2009)
- 2007: The Diary of Rodney Harvey (EP)
- 2006: So So... (EP)

### Colaboraciones
| Año  | Canción                  | Artista(s)                       | Álbum                        | Participación                 |
| ---- | ------------------------ | -------------------------------- | ---------------------------- | ----------------------------- |
| 2006 | «Come to You»            | Carina Round                     | Slow Motion Addict           | Como compositor               |
| 2006 | «Electrical Storm»       | Joseph Arthur                    | Nuclear Daydream             | Como pianista                 |
| 2006 | «Nuclear Daydream»       | Joseph Arthur                    | Nuclear Daydream             | Como pianista                 |
| 2007 | «Oh! What A Girl!»       | Simply Red                       | Stay                         | Como compositor               |
| 2007 | «Lucky For You»          | Juliette and The Licks           | Four on the Floor            | Como compositor               |
| 2007 | «Are You Happy»          | Juliette and The Licks           | Four on the Floor            | Como compositor               |
| 2009 | «It's Not Right»         | Katharine McPhee                 | Unbroken                     | Como compositor               |
| 2010 | «City Song»              | Gabin                            | Third And Double             | Como vocalista                |
| 2011 | «I Found You»            | Martin and James                 | Martin and James             | Como compositor               |
| 2011 | «Cinema»                 | Benny Benassi                    | Electroman                   | Como compositor y vocalista   |
| 2011 | «Close to Me»            | Benny Benassi                    | Electroman                   | Como compositor y vocalista   |
| 2011 | «Control»                | Benny Benassi                    | Electroman                   | Como compositor y vocalista   |
| 2011 | «Magic»                  | The Knocks                       | Magic EP                     | Como compositor y vocalista   |
| 2011 | «The Prize»              | The Knocks                       | Magic EP                     | Como compositor               |
| 2011 | «R.O.Y.L.»               | The Knocks                       | Magic EP                     | Como compositor               |
| 2011 | «Teardrop»               | The Collective                   | Children In Need 2011        | Como arreglista               |
| 2012 | «Last Stand»             | Monsieur Adi                     | Fire Fire Fire EP            | Como vocalista                |
| 2012 | «Wasted Light»           | Ronan Keating                    | Fires                        | Como compositor               |
| 2012 | «Alone»                  | Roman Lob                        | Standing Still               | Como compositor               |
| 2013 | «Adrenaline»             | Sam La More                      |                              | Como vocalista                |
| 2013 | «Guilty Pleasure»        | Ruby Rose                        |                              | Como compositor y vocalista   |
| 2013 | «Dreams Plan Everything» | Jonas Myrin                      | Dreams Plan Everything       | Como compositor               |
| 2014 | «Let This Last Forever»  | Benny Benassi                    |                              | Como compositor y vocalista   |
| 2014 | «Love Louder»            | John Martin                      |                              | Como compositor               |
| 2014 | «Boom»                   | Laleh                            | Boom EP                      | Como compositor               |
| 2014 | «Not This Time»          | The 2 Bears                      | The Night Is Young           | Como compositor y vocalista   |
| 2014 | «Let in the Sun»         | Take That                        | III                          | Como compositor y programador |
| 2014 | «Into the Wild»          | Take That                        | III                          | Como compositor y programador |
| 2015 | «Towards the Sun»        | Rihanna                          | Banda sonora de Home         | Como compositor y coproductor |
| 2015 | «Your Body»              | Kylie Minogue y Fernando Garibay | Kylie + Garibay              | Como compositor               |
| 2015 | «We Are Kings»           | Lawson                           | Lawson EP                    | Como compositor               |
| 2015 | «Prisoner»               | Steve Angello                    | Wild Youth                   | Como compositor y vocalista   |
| 2016 | «Backseat»               | Carina Round                     | Deranged to Divine           | Como compositor               |
| 2016 | «Come To You»            | Carina Round                     | Deranged to Divine           | Como compositor               |
| 2016 | «Love My Life»           | Robbie Williams                  | The Heavy Entertainment Show | Como compositor y productor   |

### Otros Trabajos
- 2011: "My First Twook" (libro ilustrado de los tuits de Gary Go)´
- 2005: Here Comes Peter Cottontail: The Movie (compositor de banda sonora)
- 2016: Friend Request (compositor de banda sonora)